# Liste von Zwischenfällen mit der Douglas C-124
Die Liste von Zwischenfällen mit der Douglas C-124 zeigt eine Übersicht über Zwischenfälle mit Todesfolge oder Totalschaden von Flugzeugen des Typs Douglas C-124 Globemaster II.
Zwischen dem Erstflug 1949 und dem Betriebsende 1974 wurden insgesamt 62 der 448 gebauten C-124 Globemaster II zerstört oder irreparabel beschädigt. Bei 38 der Totalverluste kamen 590 Menschen ums Leben. Vollständige Liste:

## 1950er-Jahre
- Am 23. März 1951 verunglückte eine C-124A der United States Air Force (USAF) (Luftfahrzeugkennzeichen 49-0244) etwa 720 km westlich von Shannon (Irland) im Nordatlantik. Alle 53 Insassen starben, neun Crewmitglieder und 44 Passagiere. Es war der erste Totalverlust einer C-124 und deren erster tödlicher Unfall.[2]

- Am 23. Mai 1951 brannte eine C-124A (49-0232) aus. Nahe New Lisbon (Indiana) kollidierte sie bei einem Notlandungsversuch mit einem Baum, stürzte in ein Feld und fing Feuer. Sieben der zwölf Crewmitglieder starben.[3]

- Am 4. April 1952 kollidierte eine Douglas C-124A Globemaster II der United States Air Force (USAF) (50-1260) mit einer Douglas DC-3/VC-47D der USAF (45-926) 9 Kilometer nördlich der Mobile-Brookley Air Force Base (Alabama, USA). Beide Maschinen stürzten ab und gingen in Flammen auf. In der C-124 kamen alle 6 Besatzungsmitglieder ums Leben, in der DC-3/VC-47 alle 9 Insassen.[4]

- Am 22. November 1952 stürzte eine C-124A (51-0107) auf dem Flug zum Stützpunkt Anchorage-Elmendorf rund 90 km östlich der Stadt Anchorage in den Bergen Alaskas ab. Alle 52 Insassen kamen ums Leben. Retter, die erst Ende 1952 in die Nähe der Absturzstelle vordringen konnten, konnten nichts finden. Das Wrack versank in einem Gletscher; erste Teile kamen im Jahr 2012 etwa 20 Kilometer entfernt von der Unfallstelle zutage. Im Juni 2014, also mehr als 60 Jahre nach dem Absturz, wurden 17 Leichen geborgen und identifiziert.[5][6]

- Am 20. Dezember 1952 überschlug sich eine C-124A (50-0100) beim Start von der Larson Air Force Base, Moses Lake, Washington und fing Feuer. Die Ruderverriegelungen von Höhenruder und Seitenruder waren vor dem Start nicht deaktiviert worden, so dass die Maschine nicht steuerbar war. Von den 115 Menschen an Bord starben 87, nur 28 überlebten.[7]

- Am 18. Juni 1953 verunglückte eine C-124A (51-0137) kurz nach dem Start vom Militärflugplatz Tachikawa (Tokio, Japan), ausgelöst durch einen Triebwerksausfall. Eine Falschbedienung der Landeklappen führte dann zu einem Geschwindigkeitsverlust, das Flugzeug geriet außer Kontrolle, stürzte in ein Wassermelonenfeld und fing sofort Feuer. Es sollte mit 122 Passagieren nach Seoul-Gimpo fliegen. Alle 129 Personen an Bord starben beim schwersten Unfall einer C-124.[8]

- Am 25. Juni 1954 wurde eine Douglas C-124C Globemaster II der United States Air Force (USAF) (51-7272) auf der Larson Air Force Base (Moses Lake) (Washington, USA) bei einem Landeunfall irreparabel beschädigt. Es gab keine Todesfälle.[9]

- Am 2. Juli 1954 wurde eine Douglas C-124C Globemaster II der United States Air Force (USAF) (51-5210) bei einem Landeunfall auf dem Hopkinsville-Fort Campbell Army Airfield (Kentucky, USA) irreparabel beschädigt. Es gab keine Todesfälle.[10]

- Am 12. September 1954 meldeten die Piloten einer Douglas C-124C Globemaster II der United States Air Force (USAF) (52-1052) 12 Minuten nach dem Start von der Thule Air Base (Grönland) einen Notfall und kehrten zurück. Die Maschine, ursprünglich auf dem Rückweg zur Westover Air Reserve Base, stürzte einen Kilometer vor Thule ab. Von den 15 Insassen kamen 10 ums Leben.[11]

- Am 27. April 1955 landete eine vom Flughafen Churchill (Manitoba, Kanada) kommende C-124C (52-0991) vor der Landebahn am Zielflughafen Frobisher Bay (Nordwest-Territorien, Kanada) und brach auseinander. Alle 8 Besatzungsmitglieder überlebten den Unfall. Das Flugzeug wurde zum Totalschaden.[12]

- Am 15. Mai 1955 verunglückte eine Douglas C-124C Globemaster II der United States Air Force (USAF) (52-1088) nach dem Start von der Thule Air Base (Grönland) und wurde irreparabel beschädigt. Nähere Einzelheiten sind derzeit nicht verfügbar. Alle sieben Besatzungsmitglieder überlebten den Unfall.[13]

- Am 6. September 1955 verunglückte eine Douglas C-124C Globemaster II der United States Air Force (USAF) (50-097) während des Starts von der Albuquerque-Kirtland Air Force Base (New Mexico, USA) bei starkem Seitenwind. Das Flugzeug wurde irreparabel beschädigt. Von den 69 Insassen kam einer ums Leben.[14]

- Am 20. November 1955 stürzte eine Douglas C-124A Globemaster II der United States Air Force (USAF) (51-149) kurz nach dem Abheben vom Militärflugplatz Iwo Jima (Japan) steil nach links neben die Startbahn zurück. Das Flugzeug wurde durch das ausgebrochene Feuer vernichtet. Die Ursache war vermutlich ein Kurzschluss im Propellersystem Nr. 1 (links außen), wodurch die Propellerblätter in Umkehrschub gingen. Alle 11 Insassen, neun Besatzungsmitglieder und 2 Passagiere, kamen ums Leben.[15]

- Am 2. März 1956 musste eine Douglas C-124C Globemaster II der United States Air Force (USAF) (53-021) auf dem Weg vom Flughafen Keflavík (Island) in die USA 385 Kilometer südwestlich von Island notgewassert werden, nachdem Probleme mit den Triebwerken aufgetreten waren. Alle 17 Insassen, Besatzungsmitglieder und Passagiere, kamen ums Leben.[16]

- Am 7. April 1956 kam es an einer Douglas C-124C Globemaster II der United States Air Force (USAF) (52-1078) in 30 Meter Höhe beim Start von der Travis Air Force Base (Kalifornien, USA) zu einem Strömungsabriss. Die Maschine kippte über eine Tragfläche ab, stürzte zu Boden und ging in Flammen auf. Nach dem Bericht wurde der Absturz auf eine fehlerhafte Montage der Höhen- und Querruder-Steuerseile im Flugzeug zurückgeführt. Von den sieben Besatzungsmitglieder wurden 3 getötet.[17]

- Am 16. Juni 1956 wurde eine Douglas C-124A Globemaster II der United States Air Force (USAF) (51-5183) 400 Meter vor der Landebahn am Militärflugplatz Eniwetok (Marshallinseln) aufgesetzt und irreparabel beschädigt. Es gab keine Todesfälle.[18]

- Am 16. August 1956 geriet eine Douglas C-124A Globemaster II der United States Air Force (USAF) (51-156) bei der Landung auf dem Flughafen San Salvador (Bahamas) von der Landebahn ab. Das Flugzeug rutschte von der Landebahn hinunter und kam schließlich mit dem Cockpit in einem geschätzten Winkel von 60 Grad nach rechts gekippt zum Stehen. Das Flugzeug hatte sich um etwa 145 Grad nach rechts gedreht. Die Besatzung im Cockpit entkam durch das Fenster des Kopiloten und brachte sich in Sicherheit. Von den 13 Besatzungsmitgliedern kam eines ums Leben.[19]

- Am 21. August 1956 stürzte eine C-124A der United States Air Force (USAF) (52-1005) nahe der Morrison Air Force Base in West Palm Beach (Florida, USA) in eine Baumschule. Die Maschine befand sich auf einem Trainingsflug in der Platzrunde, als sich die Propellermanschette des Triebwerks Nr. 2 (links innen) löste, durch den Rumpf geschleudert wurde und die Steuerseile der rechten Motoren Nr. 3 und 4 durchtrennte. Von den sechs Besatzungsmitgliedern kamen drei ums Leben.[20]

- Am 3. Oktober 1956 wurde eine Douglas C-124C Globemaster II der United States Air Force (USAF) (53-033) im Anflug auf die Charleston Air Force Base (South Carolina, USA) so tief angeflogen, dass sie 1,4 Kilometer vor der Landebahn mit Bäumen kollidierte. Die Besatzung war schon fast 20 Stunden im Dienst gewesen. Bei diesem CFIT (Controlled flight into terrain) wurden 3 der 10 Insassen getötet.[21]

- Am 28. November 1956 brach an einer Douglas C-124C Globemaster II der United States Air Force (USAF) (52-1015) bei der Landung auf dem McMurdo Station-Williams Field (Antarktis) das Bugfahrwerk zusammen. Das Flugzeug wurde irreparabel beschädigt. Alle 17 Insassen, Besatzungsmitglieder und Passagiere, überlebten den Unfall.[22]

- Am 15. Januar 1957 wurde eine C-124A (52-1027) zerstört, als auf der McChord Air Force Base zwei Wartungshangars ausbrannten. Die anwesenden Personen konnten sich noch rechtzeitig retten.[23]

- Am 27. Januar 1957 fing an einer Douglas C-124C Globemaster II der United States Air Force (USAF) (50-088) kurz nach dem Start von der Elmendorf Air Force Base (Alaska, USA) ein Triebwerk Feuer. Den Piloten gelang es nicht, zum Stützpunkt zurückzukehren. Stattdessen wurde eine Notlandung auf dem Eis des Cook Inlet durchgeführt, etwa 20 Meter vom Ufer entfernt. Das Flugzeug wurde irreparabel beschädigt. Alle 12 Insassen, Besatzungsmitglieder und Passagiere, überlebten den Unfall.[24]

- Am 22. Februar 1957 löste sich von einer C-124A (51-0141) beim Start vom Flughafen Seoul-Gimpo ein Propellerblatt, durchschlug den Rumpf, zerriss dabei die Steuerseile von Querruder und Seitenruder und tötete vier Passagiere. Ein weiteres Propellerblatt traf das Nachbartriebwerk und setzte es außer Betrieb. Als einzige Möglichkeit blieb nur die Notlandung auf einer Sandbank des Han-Flusses, wobei das Oberdeck nach unten durchbrach. Das Flugzeug sollte mit 149 Passagieren zum Militärflugplatz Tachikawa (Tokio, Japan) fliegen; von den 159 Personen an Bord kamen 21 ums Leben.[25]

- Am 2. April 1957 schlug eine Douglas C-124A Globemaster II der United States Air Force (USAF) (51-5176) im Endanflug auf den Flughafen Cambridge Bay (Nordwest-Territorien, Kanada) gegen einen Kieswall und wurde irreparabel beschädigt. Es gab keine Todesfälle.[26]

- Am 31. August 1957 wurde eine Douglas C-124C Globemaster II der United States Air Force (USAF) (52-1021) im Anflug auf den Flughafen El Paso (Texas, USA) 4 Kilometer nordöstlich davon bei ungünstigem Wetter in den Boden geflogen. Durch diesen CFIT (Controlled flight into terrain) wurden von den 15 Insassen 5 getötet.[27]

- Am 4. September 1957 wurde eine Douglas C-124A Globemaster II der United States Air Force (USAF) (51-5173) im Endanflug auf den Flughafen Binghamton (New York, USA) gegen eine Böschung geflogen und stürzte auf die Landebahn. Die Maschine sollte 18,2 Tonnen Ausrüstung nach Binghamton transportieren. Diesen CFIT (Controlled flight into terrain) überlebten alle 9 Besatzungsmitglieder.[28]

- Am 28. November 1957 wurde eine Douglas C-124C Globemaster II der United States Air Force (USAF) (52-0995) beim Anflug 10 Kilometer vor dem Flughafen Ankara-Esenboğa (Türkei) in hügeliges Gelände geflogen. Das Transportflugzeug kam mit acht Besatzungsmitgliedern und Fracht von der Wheelus Air Force Base (Libyen). Durch diesen CFIT (Controlled flight into terrain) wurden von den acht Insassen 3 getötet.[29]

- Am 27. März 1958 kollidierte eine Douglas C-124C Globemaster II der United States Air Force (USAF) (52-0981) 3 Kilometer nordnordwestlich von Bridgeport (Texas) (USA) im Flug mit einer Fairchild C-119 Flying Boxcar der USAF. Beide Maschinen stürzten ab. Alle 15 Insassen, fünf Besatzungsmitglieder und 10 Passagiere, kamen ums Leben, außerdem alle 3 Besatzungsmitglieder der C-119.[30]

- Am 3. Juni 1958 verunglückte eine Douglas C-124A Globemaster II der United States Air Force (USAF) (51-114) kurz nach dem Start von der Fairfield-Travis Air Force Base (Kalifornien, USA). Die Maschine war direkt vorher im Douglas-Herstellerwerk in Long Beach überholt worden. In etwa 900 Metern Höhe kippte die linke Tragfläche plötzlich nach unten und das Flugzeug schlug in einer Steilkurve nahe einer Landstraße auf, 800 Meter südwestlich der Startbahn. Von den 8 Insassen wurden 6 getötet.[31]

- Am 4. Juli 1958 meldete die Besatzung einer Douglas C-124C Globemaster II der United States Air Force (USAF) (50-107) auf dem Flug von der Honolulu-Hickam Air Force Base (Hawaii) zum Flugplatz Wake Island (Außengebiet der Vereinigten Staaten), dass sie den Propeller Nr. 3 (rechts innen) wegen Triebwerksausfalls in die Segelstellung bringen müsse. 13 Minuten später meldete sie, dass dies unmöglich sei und starker Ölverlust auftrete. Sie hatte beschlossen, zur Johnston Island Air Force Base auszuweichen. Offenbar war ein Propellerblatt abgebrochen und hatte das Querruder getroffen, was zu schweren Steuerungsproblemen führte. Es wurde eine Notwasserung im Pazifik durchgeführt. Zwölf Stunden später konnten drei Überlebende aus dem Wasser gerettet werden. Die anderen 6 Insassen kamen ums Leben.[32]

- Am 2. September 1958 geriet eine C-124C (52-1081) während des Steigflugs in Brand. Die Maschine war von der Naval Air Station Guam-Agana (Marianeninseln, USA) gestartet und stürzte 56 Kilometer westlich davon ins Meer. Alle 19 Insassen, sieben Besatzungsmitglieder und 12 Passagiere, kamen ums Leben.[33]

- Am 17. September 1958 wurde die Besatzung einer Douglas C-124A Globemaster II der United States Air Force (USAF) (51-165) dazu gezwungen, wegen einer vermuteten Treibstoffleckage zur Tinker Air Force Base (Oklahoma, USA) auszuweichen. Im Anflug ging die Kontrolle verloren und das Flugzeug stürzte kurz vor der Landung ab. Von den acht Besatzungsmitgliedern kam eins Leben.[34]

- Am 16. Oktober 1958 wurde eine Douglas C-124C Globemaster II der United States Air Force (USAF) (52-1017) in der Nähe der Cape Hallett Bay (Antarktik) durch einen Navigationsfehler gegen einen 970 Meter hohen Berg geflogen. Bei diesem CFIT (Controlled flight into terrain) wurden 7 von den 13 Besatzungsmitgliedern getötet.[35]

- Am 17. November 1958 kam es mit einer Douglas C-124A Globemaster II der United States Air Force (USAF) (51-162) zu einer Bruchlandung in dichtem Nebel auf dem Flughafen Augusta (Georgia, USA). Die Maschine kam erst hinter dem Landebahnende zum Stillstand. Die rechte Tragfläche und das Fahrwerk wurden zerstört, so dass das Flugzeug irreparabel beschädigt wurde. Alle 34 Insassen, Besatzungsmitglieder und Passagiere, überlebten den Unfall.[36]

- Am 11. Januar 1959 konnte mit einer Douglas C-124C Globemaster II der United States Air Force (USAF) (50-111) nach dem Ausfall von zwei Triebwerken die Höhe nicht mehr gehalten werden. Etwa 40 Kilometer südöstlich von Homer (Alaska) (USA) schlug die mit 15,7 Tonnen Versorgungsgütern beladene Maschine zwischen 900 und 1200 Metern Höhe auf dem Petrof-Gletscher auf und wurde zerstört. Alle 9 Besatzungsmitglieder kamen ums Leben.[37]

- Am 31. März 1959 kam es mit einer Douglas C-124C Globemaster II der United States Air Force (USAF) (51-5201) beim Start vom Luftwaffenstützpunkt Incirlik (Türkei) zu einem Strömungsabriss und Absturz. Von den neun Besatzungsmitgliedern kamen 4 ums Leben.[38]

- Am 6. Juli 1959 stürzte eine Douglas C-124A Globemaster II der United States Air Force (USAF) (49-0254) mit einer Nuklearwaffe an Bord kurz nach dem Start von der Barksdale Air Force Base (Louisiana) ab; dabei wurde das Flugzeug völlig zerstört. Alle 7 Besatzungsmitglieder überlebten den Unfall. Es kam zu einer geringen radioaktiven Kontamination der Umgebung.[39]

## 1960er-Jahre
- Am 18. April 1960 wurde eine Douglas C-124C Globemaster II der United States Air Force (USAF) (Luftfahrzeugkennzeichen 52-1062) nach dem Start vom Militärflugplatz Stephenville (Neufundland, Kanada) in dichtem Nebel 10 Kilometer entfernt in einen nur 135 Meter hohen Hügel geflogen. Bei diesem CFIT (Controlled flight into terrain) wurden alle 9 Besatzungsmitglieder getötet.[40]

- Am 19. Juni 1960 wurde eine Douglas C-124C Globemaster II der United States Air Force (USAF) (52-0993) im Endanflug auf den Flughafen Suriname/Zanderij (Suriname) in Bäume geflogen. Durch diesen CFIT (Controlled flight into terrain) wurden von den 7 Besatzungsmitgliedern 3 getötet.[41]

- Am 9. Januar 1961 flog eine C-124C (52-0969) der United States Air Force (USAF) im Anflug auf die Spangdahlem Air Base in Rheinland-Pfalz zu tief an, kollidierte mit Bäumen und stürzte auf den Flugplatz. Ursache war eine durch die Piloten falsch vorgenommene Einstellung des Höhenmessers. Alle 15 Insassen überlebten, das Flugzeug wurde jedoch schrottreif.[42]

- Am 24. Mai 1961 stürzte eine C-124A (51-0174) der United States Air Force (USAF) mit 16 Soldaten als Passagieren, einem Lkw, Jeep und zwei Anhängern an Bord kurz nach dem Start von der McChord Air Force Base (Washington, USA) ab. Dabei wurden 18 der 22 Insassen getötet, darunter die gesamte sechsköpfige Besatzung. Das Flugzeug wurde zerstört.[43]

- Am 19. Dezember 1961 fiel an einer Douglas C-124A Globemaster II der United States Air Force (USAF) (49-239) drei Minuten nach dem Start von der Richards-Gebaur Air Force Base (Kansas, USA) ein Triebwerk aus. Beim Versuch der Rückkehr verloren die Piloten die Kontrolle über das Flugzeug; es schlug mit dem Bug nach unten im Schlamm auf. Alle 7 Besatzungsmitglieder kamen ums Leben.[44]

- Am 24. Mai 1962 wurde eine Douglas C-124A Globemaster II der United States Air Force (USAF) (51-147) während eines Trainingsfluges vom Militärflugplatz Tachikawa (Tokio, Japan) aus gegen den Berg Chichibu (Japan) geflogen. Durch diesen CFIT (Controlled flight into terrain) wurden alle 7 Besatzungsmitglieder getötet.[45]

- Am 2. Januar 1964 verschwand eine Douglas C-124C Globemaster II der United States Air Force (USAF) (52-0968) auf dem Flug vom Flugplatz Wake Island zur Honolulu-Hickam Air Force Base (Hawaii, USA). Die Maschine ging wohl rund 1200 Kilometer westlich des Zielflughafens im Pazifischen Ozean nieder. Alle 9 Insassen, acht Besatzungsmitglieder und ein Passagier, werden seither vermisst.[46]

- Am 9. Mai 1964 stürzte eine Douglas C-124C Globemaster II der United States Air Force (USAF) (52-1008) südwestlich von Cooperton (Oklahoma; USA) ab. Nähere Einzelheiten sind derzeit nicht verfügbar. Die Wrackteile waren über ein Gebiet von zwei Quadratmeilen verstreut. Alle 6 Besatzungsmitglieder kamen ums Leben.[47]

- Am 27. August 1964 wurde eine Douglas C-124C Globemaster II der United States Air Force (USAF) (50-114) auf dem Flughafen Homer (Alaska, USA) irreparabel beschädigt. Nähere Einzelheiten sind derzeit nicht verfügbar. Über Personenschäden liegen keine Informationen vor.[48]

- Am 22. Januar 1965 wurde eine Douglas C-124C Globemaster II der United States Air Force (USAF) (52-1058) während des Sinkflugs auf den Flughafen Athen-Ellinikon (Griechenland) gegen den schneebedeckten Berg Aroania, auch Chelmos genannt (Griechenland), geflogen. Durch diesen CFIT (Controlled flight into terrain) wurden alle 10 Besatzungsmitglieder getötet.[49]

- Am 24. März 1965 brach an einer Douglas C-124C Globemaster II der United States Air Force (USAF) (52-1075) die rechte Tragfläche außerhalb des Triebwerks Nr. 4 (rechts außen) ab. Die Maschine stürzte nahe Cordova, Maryland (USA) ab, 51 Kilometer südwestlich vom Start- und Zielpunkt Dover Air Force Base (Delaware). Alle 6 Besatzungsmitglieder kamen ums Leben.[50]

- Am 11. Oktober 1965 brach beim Betanken einer Douglas C-124C Globemaster II der United States Air Force (USAF) (53-010) auf der Wright-Patterson Air Force Base (Ohio, USA) am Heck des Tankfahrzeugs ein Feuer aus. Das mit Teilen für Nuklearwaffen beladene Flugzeug brannte aus. Personen kamen nicht zu Schaden.[51]

- Am 12. Februar 1966 wurde eine Douglas C-124C Globemaster II der United States Air Force (USAF) (52-0980) 28 Kilometer südöstlich von Granada (Spanien) gegen einen Berg der Sierra Nevada geflogen. Zunächst wurde sie als vermisst gemeldet. Das Wrack wurde später auf einer Flanke des 3285 Meter hohen Berges Mulhacén entdeckt. Bei diesem CFIT (Controlled flight into terrain) wurden alle 8 Besatzungsmitglieder getötet.[52]

- Am 24. Juni 1967 wurde eine Douglas C-124C Globemaster II der United States Air Force (USAF) (50-086) beim Durchstarten an der Whiteman Air Force Base (Missouri, USA) in einen Strömungsabriss geflogen und stürzte zu Boden. Über Personenschäden ist nichts bekannt, es gab jedoch keine Todesfälle.[53]

- Am 7. August 1967 wurde eine Douglas C-124C Globemaster II der United States Air Force (USAF) (52-1012) auf der Mactan Air Base (Philippinen) irreparabel beschädigt. Nähere Einzelheiten sind derzeit nicht verfügbar. Über Personenschäden liegen keine Informationen vor.[54]

- Am 6. März 1968 wurde eine C-124C der United States Air Force (USAF) (51-5198) auf der Honolulu-Hickam Air Force Base (Hawaii, USA) irreparabel beschädigt. Über Personenschäden ist nichts bekannt.[55]

- Am 28. Juli 1968 wurde eine von Flughafen Suriname/Zanderij (Surinam) kommende Douglas C-124C Globemaster II der United States Air Force (USAF) (51-5178) 80 Kilometer nordwestlich von Recife (Brasilien) während des Anflugs auf den Flughafen Recife (Brasilien) gegen einen nur 576 Meter hohen Hügel geflogen. Durch diesen CFIT (Controlled flight into terrain) wurden alle 10 Besatzungsmitglieder getötet.[56]

- Am 30. August 1968 wurde eine Douglas C-124C Globemaster II der United States Air Force (USAF) (52-1018) am Austin-Bergstrom Field (Texas, USA) irreparabel beschädigt. Nähere Einzelheiten sind derzeit nicht verfügbar. Über Personenschäden liegen keine Informationen vor.[57]

- Am 11. September 1969 wurde eine Douglas C-124C Globemaster II der United States Air Force (USAF) (52-0951) auf der Hill Air Force Base (Utah, USA) bei einem Unfall am Boden irreparabel beschädigt. Über Personenschäden ist nichts bekannt.[58]

## 1970er-Jahre
- Am 30. Juni 1970 wurde eine Douglas C-124C Globemaster II der United States Air Force (USAF) (Luftfahrzeugkennzeichen 53-047) auf der Kelly Air Force Base (Texas, USA) bei einem Unfall am Boden irreparabel beschädigt. Über Personenschäden ist nichts bekannt.[59]

- Am 26. August 1970 wurde eine Douglas C-124C Globemaster II der United States Air Force (USAF) (52-1049) bei widrigem Wetter in die Flanke des Vulkans Mount Pavlof (Alaska, USA) geflogen. Durch diesen CFIT (Controlled flight into terrain) wurden alle 7 Besatzungsmitglieder getötet.[60]

- Am 6. Juni 1971 wurde eine Douglas C-124C Globemaster II der United States Air Force (USAF) (51-167) auf der March Air Force Base in der Nähe von Riverside (Kalifornien, USA) irreparabel beschädigt. Nähere Einzelheiten sind derzeit nicht verfügbar. Über Personenschäden liegen keine Informationen vor.[61]

- Am 3. Mai 1972 wurde eine C-124C (52-1055) 68 km südöstlich des Flughafens Suriname/Zanderij in einen Hügel geflogen. Das Flugzeug war auf dem Weg von Rio de Janeiro nach Memphis (Tennessee) mit Zwischenlandung in Zanderij. Durch diesen CFIT (Controlled flight into terrain) wurden alle 11 Personen an Bord getötet.[62]

- Am 8. September 1972 wurde eine Douglas C-124C Globemaster II der United States Air Force (USAF) (51-132) auf dem Militärflugplatz Cape Newenham (Alaska, USA) irreparabel beschädigt. Nähere Einzelheiten sind derzeit nicht verfügbar. Über Personenschäden liegen keine Informationen vor.[63]

- Am 1. Oktober 1974 wurde eine Douglas C-124C Globemaster II der United States Air Force (USAF) (51-075) auf der Elmendorf Air Force Base (Alaska, USA) bei einem Bodenunfall  irreparabel beschädigt. Über Personenschäden liegen keine Informationen vor. Dies war der letzte Totalverlust einer C-124 seit ihrer Indienststellung im Jahr 1951.[64]